# Murray Raney
Murray Raney (* 14. Oktober 1885 in Carrollton, Kentucky; † 3. März 1966) war ein US-amerikanischer Maschinenbauingenieur. Er entwickelte den nach ihm benannten Raney-Nickel-Katalysator, der häufig für Hydrierungen verwendet wird.

## Leben
Seine Eltern waren William Wallace und Katherine Raney. Ohne das Abitur erlangt zu haben, besuchte er die University of Kentucky, wo er 1909 sein Bachelor in Maschinenbau machte. Danach wurde er Lehrer am Eastern Kentucky State Normal College und war dort auch bis 1910 für die Heizungs- und Beleuchtungsanlage zuständig. Von 1910 bis 1911 arbeitete er im Holzschleiferraum der Papierfabrik Fort Orange Paper Company in Castleton-on-Hudson, New York. 1911 zog er nach Springfield (Illinois) um, um bei der Herstellung von Dampfmaschinen bei der A. L. Ide Engine Company zu arbeiten, wo er bis 1913 blieb. In dem Jahr zog er zu seinem endgültigen Sitz nach Chattanooga, Tennessee, um bei der Chattanooga Railway, Light & Power Co. als Stromverkäufer zu arbeiten.
1915 kam er zur Lookout Oil & Refining Company, wo er die Stelle des stellvertretenden Leiters der Wasserstoff-Produktionsanlage für die Hydrierung von pflanzlichem Öl übernahm. In dieser Zeit begann er damit, sich mit der Herstellung dessen zu beschäftigen, was später als Raney-Katalysator bekannt wurde. Er verließ Lookout Oil, um eine Stelle als leitender Verkäufer an der Gilman Paint and Varnish Co. anzunehmen und wurde später Direktor der Firma. 1950 verließ er Gilman Paint und gründete die Raney Catalyst Company. Er widmete sich dann gänzlich der Produktion von Katalysatoren. Dieses Unternehmen wurde später von W. R. Grace and Company aufgekauft und produziert bis zum heutigen Tage Raney-Nickel.
Raney heiratete zwei Mal, zunächst am 12. Juni 1920 Katherine Elizabeth Macrae († 13. Juni 1935), mit der er eine Tochter hatte. Am 31. März 1939 heiratete er Laura Ogden McClellan († 13. April 1953).
Er erhielt 1951 ein Ehrendoktorat und war Mitglied der American Chemical Society und der American Oil Chemists Society. Er erhielt 6 amerikanische und 5 europäische Patente für die Entwicklung seiner Katalysatoren und die metallurgischen Verfahren für deren Darstellung.

## Die Entwicklung von Raney-Nickel
Während seiner Tätigkeit bei Lookout Oil war Raney zuständig für die Herstellung von Wasserstoff für die Hydrierung von pflanzlichen Ölen. Zur damaligen Zeit wurde in der Industrie ein Katalysator auf Basis Nickel(II)-oxid für Hydrierungen verwendet. Da er glaubte, dass bessere Hydrierkatalysatoren hergestellt werden konnten, begann Raney um 1921 - noch während seiner Zeit bei Lookout Oil - mit eigenständigen Forschungen auf diesem Gebiet. 1924 stellte er eine Legierung aus Nickel-Silizium her, die nach einer Behandlung mit Natronlauge fünf Mal aktiver war als der beste bekannte Katalysator zur Hydrierung von Baumwollsamenöl und erhielt 1925 ein Patent dafür.
1926 stellte er eine Legierung aus Nickel und Aluminium her, ebenfalls in einem Verhältnis 1:1, nach einem ähnlichen Verfahren wie für den Nickel-Silizium-Katalysator. Dieser war nochmal aktiver. Für diesen Katalysator, der als Raney-Katalysator bekannt ist, erhielt er ein Patent 1927.
Raneys Wahl des Nickel/Aluminium-Verhältnisses war rein zufällig und ohne jeglichen wissenschaftlichen Hintergrund. Trotzdem wird gerade diese Zusammensetzung bis heute eingesetzt. Raney sagte darüber: "Ich hatte nur Glück... Ich hatte eine Idee für einen Katalysator, und es funktionierte beim ersten Mal".

## Der Murray-Raney-Preis
Seit 1992 vergibt die Organic Reactions Catalysis Society (ORCS) den Murray-Raney-Preis als Anerkennung für Leistungen zum Einsatz von Metallschwammkatalysatoren bei organischen Synthesen. Folgende Wissenschaftler wurden bislang ausgezeichnet:
- 1992 Stewart Montgomery
- 1994 Pierre Fouilloux
- 1996 Mark Wainwright
- 1998 Anatoly Fasman
- 2000 Jozsef Petró
- 2002 Akira Tai
- 2004 Jean Lessard
- 2006 Isamu Yamauchi

| Personendaten    | Personendaten                           |
| ---------------- | --------------------------------------- |
| NAME             | Raney, Murray                           |
| KURZBESCHREIBUNG | US-amerikanischer Maschinenbauingenieur |
| GEBURTSDATUM     | 14. Oktober 1885                        |
| GEBURTSORT       | Carrollton, Kentucky                    |
| STERBEDATUM      | 3. März 1966                            |